# アンサンブル型ステレオ
アンサンブル型ステレオまたはアンサンブルステレオは、レコードプレーヤー・センターユニット（アンプ・チューナ）・スピーカーを完全一体化したステレオセットである。1950年代終盤ころから、1960年代の半ばころまで、ステレオ装置の主力商品であった。セパレート型ステレオも含めて俗に「家具調ステレオ」などと呼ばれることもある。

## 歴史と概要
1959年に日本ビクター（現・JVCケンウッド）が「皇太子・美智子妃ご成婚記念」として発売した「STL-3」は、大卒初任給が12,700円の時代に47,800円と高額ながら大人気となり、ステレオ人気の火付け役となった。
アンサンブルステレオはコストダウンのために家具調の筐体にステレオスピーカー（設計の関係上、エンクロージャーはほとんどがダイポール型が用いられた）とレコードプレーヤー・アンプ・チューナを内蔵しており、それまではよほどの物好きか金持ちの趣味だったオーディオ（という言葉はまだなかったが）を一般家庭へと普及させ、またオーディオ機器一般を指して「ステレオ」と呼ばれるようになった。しかし同一筐体にレコードプレーヤーとスピーカーを内蔵していることで、レイアウト制限やハウリングなどの問題も抱えていた。特にFM放送が開始されると、レコードの音質がFM放送より劣るなどアンサンブル型の弱点が露となり（オープンリール式テープレコーダーは当時、一般ユーザーにあまり普及していなかったため、FM放送を録音する手段はないことも少なくない）、モジュラーステレオやセパレート型ステレオ、コンポーネントステレオに駆逐される形で次第に姿を消していった。末期には、疑似的に4チャンネルステレオに対応させたものや、デザインにこだわったモデルも存在した。
近年では、CDラジカセやステレオラジカセ、一体型パーソナルCDシステム、一部のAV用サウンドバーを含むBluetoothインターフェース接続を用いたワイヤレススピーカーなどに見られるゼネラルオーディオ製品が、当時のアンサンブルステレオの延長線上にあたるオーディオ機器と言えよう。